# 15728 Karlmay
15728 Karlmay eller 1990 TG11 är en asteroid i huvudbältet som upptäcktes den 11 oktober 1990 av de båda tyska astronomen Freimut Börngen och Lutz D. Schmadel vid Tautenburg-observatoriet. Den är uppkallad efter författaren Karl May.
Asteroiden har en diameter på ungefär 2 kilometer.